# Gliese 667 Cd
Gliese 667 Cd (även HR 6426 Cd) är en obekräftad exoplanet som ligger 23,62 ljusår från jorden i Skorpionen. Den är en av sju planeter (av vilka fem är obekräftade) runt röda dvärgen Gliese 667 C. Gliese 667 Cd antas vara en superjord, med en beräknad massa på över fem jordmassor. Den tros ligga för långt från stjärnan för att vara belägen i beboeliga zonen runt sin stjärna där vatten kan vara flytande.
Gliese 667 Cd upptäcktes av radialhastighet med fyra andra planeter, fast de flesta (om inte alla) kan vara resultat av solvindar och annat aktivitet i systemet.